# Bùi Tiến Dũng (thủ môn)
Bùi Tiến Dũng (sinh ngày 28 tháng 2 năm 1997) là một cầu thủ bóng đá chuyên nghiệp người Việt Nam. Anh hiện đang thi đấu ở vị trí thủ môn cho câu lạc bộ SHB Đà Nẵng tại V.League 1. Anh có người em trai là Bùi Tiến Dụng cũng là cầu thủ bóng đá chuyên nghiệp. 
Bùi Tiến Dũng là người dân tộc Mường, xuất thân trong một gia đình nông dân ở xã Phúc Thịnh, huyện Ngọc Lặc, tỉnh Thanh Hóa. Anh đam mê đá bóng từ nhỏ và tập luyện tại một trung tâm đào tạo địa phương. Năm 2013, Tiến Dũng được gọi lên đội tuyển trẻ của Thanh Hoá. Năm 2016, Bùi Tiến Dũng được Thanh Hóa đăng ký thi đấu tại V. League và đến năm 2017, anh được đưa lên đội một.
Năm 2016, Bùi Tiến Dũng lần đầu được triệu tập lên tuyển trẻ quốc gia và anh trở thành thủ môn chính của đội U-19 Việt Nam tại vòng chung kết U-19 châu Á tháng 10 năm 2016, giúp đội tuyển lần đầu tham dự U-20 thế giới vào năm 2017. Tại giải này, Bùi Tiến Dũng được giao bắt chính cả ba trận của đội tuyển U-20 Việt Nam, nhưng đội tuyển không vượt qua được vòng bảng. Đầu năm 2018, Tiến Dũng cùng đội tuyển U-23 Việt Nam tham dự giải vô địch U-23 Châu Á, anh bắt chính tất cả các trận đấu của đội tuyển và cùng đội tuyển đi đến trận chung kết. Tháng 8 cùng năm, anh tiếp tục là thủ môn chính của đội Olympic Việt Nam tham dự Asiad 2018 tại Jakarta-Palembang, Indonesia.
Ở cấp độ Đội tuyển Quốc gia, Bùi Tiến Dũng có 1 lần thi đấu trong trận đấu giao hữu với CHDCND Triều Tiên ngày 25 tháng 12 năm 2018 và đó cũng là lần duy nhất cho đến nay anh được ra sân ở cấp độ này.

## Thời thơ ấu
Bùi Tiến Dũng sinh ngày 28 tháng 2 năm 1997, trong một gia đình người dân tộc Mường tại xã Phúc Thịnh, huyện miền núi Ngọc Lặc, tỉnh Thanh Hóa. Cha của anh là ông Bùi Văn Khánh, mẹ là bà Phạm Thị Điều. Tiến Dũng có một người chị ruột là Bùi Diệu Hương và em trai Bùi Tiến Dụng. Gia đình anh làm nghề nông, thuở nhỏ hai anh em Tiến Dũng sớm phải làm lụng cho gia đình.
Nhờ việc đã từng tham gia đá bóng cho các giải phong trào của huyện Ngọc Lặc nên cha của Dũng đã dạy cho các con chơi bóng đá nên ngay từ nhỏ, hai anh em đã đam mê bóng đá nhưng không có điều kiện được đào tạo chuyên nghiệp do hoàn cảnh khó khăn. Đến năm lớp 2, Bùi Tiến Dũng thể hiện rõ niềm đam mê; ngoài giờ học và đi chăn trâu, anh đều ở lại tập đá bóng trong sân làng. Hai anh em lấy lá chuối, giấy vụn cuộn tròn lại, hay những quả bưởi hỏng để chơi bóng. Niềm đam mê bóng đá của hai anh em Tiến Dũng bắt nguồn từ đây.
Năm Bùi Tiến Dũng 12 tuổi, công ty trách nhiệm hữu hạn đào tạo bóng đá trẻ Thanh Tuấn ở huyện Thường Xuân có tuyển sinh học viên, hai anh em Dũng xin mẹ theo học. Tuy gia cảnh khó khăn nhưng hai anh em vẫn được chú ruột bàn bạc với gia đình cho xuống trung tâm Thanh Tuấn để theo học văn hóa và tập luyện bóng đá. Ban đầu, Dũng chơi trung vệ, nhưng do trung tâm thiếu quân số cho vị trí thủ môn nên Dũng bị đẩy xuống làm thủ môn và được dìu dắt bởi một cựu thủ môn của Đội bóng đá Công an Thanh Hóa. (Chính vì được đào tạo cho vị trí gác đền khá muộn nên dù là một thủ môn thủ tài năng và chơi chân khá khéo, thi thoảng Bùi Tiến Dũng vẫn có những pha xử lý lỗi và để xảy ra những sai lầm không đáng có). Nhưng được một thời gian thì trung tâm này ngừng hoạt động, hai anh em trở về gia đình. Đúng lúc đó, Tiến Dũng đọc được tin Quỹ Đầu tư và Phát triển Tài năng Bóng đá Việt Nam (PVF) ở Thành phố Hồ Chí Minh có tuyển sinh ở Thanh Hóa. Do Dũng đã quá tuổi đăng ký cũng như hoàn cảnh khó khăn, chỉ có người em trai Tiến Dụng xuất sắc trúng tuyển. Còn Tiến Dũng đành phải quay về bản Mường để đi làm phụ hồ, nhổ sắn thuê ở làng, phụ giúp kinh tế gia đình.

## Sự nghiệp câu lạc bộ

### FLC Thanh Hóa
Tưởng chừng phải bỏ sự nghiệp cầu thủ thì Tiến Dũng bất ngờ được huấn luyện viên Nguyễn Thành Dũng gọi lên đội tuyển trẻ của câu lạc bộ Thanh Hóa vào năm 2013. Tập luyện được một thời gian dài thì năm 2015, Tiến Dũng nhanh chóng chiếm suất bắt chính của U-19 Thanh Hóa tại giải vô địch U-19 quốc gia. Câu lạc bộ FLC Thanh Hóa tiến hành mua lại hợp đồng đào tạo trẻ của Trung tâm Thường Xuân để sở hữu hoàn toàn Bùi Tiến Dũng, được đôn lên đội một và đăng ký thi đấu tại V.League.
Tại V.League, dù Tiến Dũng được lãnh đạo câu lạc bộ đặc cách tăng lương gấp đôi, tương đương mức trung bình các cầu thủ thường xuyên ra sân ở V.League nhưng anh chỉ là thủ môn dự bị cho Nguyễn Thanh Thắng. Tuy nhiên sau khi thủ môn này mắc những sai lầm khó giải thích trong trận thua 3-4 của FLC Thanh Hóa trước Than Quảng Ninh ngày 22 tháng 10, Tiến Dũng đã ra sân ở một trận đấu chuyên nghiệp lần đầu trong chiến thắng 2-0 trước Long An ở trận kế tiếp. Mùa bóng 2017, Tiến Dũng chỉ được ra sân 6 trận. Sau đó, anh được đem cho U-21 Becamex Bình Dương mượn để đội bóng này tham dự vòng chung kết U-21 toàn quốc.
Sau khi giải vô địch U-23 châu Á kết thúc, Tiến Dũng đã được Thanh Hóa trao suất bắt chính ở AFC Cup, và có trận ra mắt giải này với chiến thắng 1–0 trước Global Cebu của Philippines. Ạnh cũng có trận ra mắt tại V.League 2018 trong chiến thắng 1-0 của Thanh Hóa trước Thành phố Hồ Chí Minh.

### Hà Nội
Ngày 28 tháng 1 năm 2019, Bùi Tiến Dũng chính thức chuyển tới câu lạc bộ Hà Nội trong bối cảnh đội bóng ĐKVĐ V.League 2018 vẫn chưa có một thủ môn thuộc hàng “sao số” kể từ khi thủ môn từng được bình chọn là xuất sắc nhất Đông Nam Á – Dương Hồng Sơn giải nghệ. 
Tuy vậy, trái với những kì vọng ban đầu, Bùi Tiến Dũng gần như không thể cạnh tranh được suất bắt chính với thủ thành Nguyễn Văn Công, người chơi cực kỳ ổn định trong khung gỗ đội bóng thủ đô. Thậm chí, anh có lúc còn để mất vị trí thủ môn dự bị vào tay Phí Minh Long. Trong những lần hiếm hoi được ra sân, màn trình diễn của Tiến Dũng cũng không thực sự thuyết phục, anh để lọt lưới đến 9 bàn chỉ qua 3 trận bắt chính ở V.League 2019, cùng với đó là sai lầm khiến Hà Nội bị loại ở chung kết liên khu vực AFC Cup 2019. Cuối cùng, Tiến Dũng chia tay đội bóng thủ đô chỉ sau một mùa giải.

### Thành phố Hồ Chí Minh
Tại vòng 13 V.League 2020, anh đã mắc rất nhiều sai lầm dẫn đến trận thua tệ hại và ngớ ngẩn 5-2 ngay trên sân Pleiku của Hoàng Anh Gia Lai. Cơ hội ra sân của Dũng cũng ít đi dù nhận mức lương cao 50 triệu đồng/tháng.
Vòng 11 V.League 2021, sau khi Thanh Thắng gặp chấn thương và Văn Cường không có phong độ tốt, Bùi Tiến Dũng có lần đầu bắt chính cho CLB tại mùa giải này trong trận hòa 1-1 trước Thanh Hóa. Dù cho vẫn có một vài tình huống xử lí lóng ngóng nhưng nhìn chung anh đã có một trận đấu tròn vai và tiếp tục được HLV Alexandré Pölking tin tưởng trong trận thắng 3-0 trước Hải Phòng - trận đấu mà Bùi Tiến Dũng đã thi đấu cực hay và có pha phát bóng kiến tạo để Lee Nguyễn ấn định tỉ số trận đấu. 

### Công an Hà Nội
Năm 2023, anh chuyển sang đội bóng Công an Hà Nội nhưng chỉ ra sân 3 trận đấu vì phải cạnh tranh suất bắt chính với Patrik Lê Giang và sau đó là Filip Nguyễn và Đỗ Sỹ Huy.

#### Cho mượn tại Hoàng Anh Gia Lai
Không thể bắt chính ở các trận đấu chính thức, vào ngày 26 tháng 2 năm 2024, anh gia nhập câu lạc bộ LPBank Hoàng Anh Gia Lai theo dạng cho mượn từ Công an Hà Nội.

### Trở lại Thành phố Hồ Chí Minh
Vào tháng 7 năm 2024, Bùi Tiến Dũng trở lại đội bóng cũ Thành phố Hồ Chí Minh.

## Sự nghiệp quốc tế
Tháng 5 năm 2016, Bùi Tiến Dũng được huấn luyện viên Hoàng Anh Tuấn gọi lên đội U-21 Việt Nam tham dự giải giao hữu Nations Cup 2016 tại Malaysia, nhưng chỉ được xem là thủ thành thứ tư của đội tuyển. Tuy nhiên, bằng nỗ lực của mình, anh đã được huấn luyện viên Hoàng Anh Tuấn trao suất bắt chính, trở thành thủ môn số 1 của đội tuyển U-19 Việt Nam tại Vòng chung kết U-19 châu Á năm 2016. Anh cùng với đội tuyển lọt vào đến bán kết của giải năm đó và giành hạng ba chung cuộc, giành vé đến World Cup U-20 năm 2017 - giải đấu cao nhất mà bóng đá Việt Nam từng tham dự.
Anh có trận ra mắt giải U-20 thế giới 2017 vào ngày 22 tháng 5 khi Việt Nam bị New Zealand cầm hòa 0-0. Trận đấu tiếp theo, Tiến Dũng dù cản phá thành công quả penalty nhưng U-20 Việt Nam vẫn thua đậm Pháp 0-4. Anh cũng được bắt chính trận còn lại của giải U-20 thế giới, khi U-20 Việt Nam thua Honduras 0-2. Tháng 7 năm 2017, Tiến Dũng cùng đội U-23 Việt Nam tham dự vòng loại U-23 châu Á.  Anh bắt chính hai trận, trận thắng 4-0 của U-23 Việt Nam trước Timor Leste và trận thua 1-2 trước U-23 Hàn Quốc, trận đấu anh đã mắc sai lầm dẫn đến bàn thua của đội nhà. Điều này khiến anh không được tham dự SEA Games 22 cùng U22 Việt Nam.
Tháng 12 năm 2017, U-23 Việt Nam tham gia giải giao hữu M-150 Cup tại Thái Lan, khi đó Tiến Dũng bắt trọn vẹn 2 trong 3 trận đấu, đó là chiến thắng 4-0 trước U-23 Myanmar ở trận ra quân và chiến thắng 2-1 trước chủ nhà U-23 Thái Lan ở trận tranh hạng ba.
Trong trận ra quân tại giải U-23 châu Á, Tiến Dũng cản phá thành công một quả penalty của U-23 Hàn Quốc nhưng đội nhà vẫn chịu thất bại 1-2. Anh sau đó đã giữ sạch lưới trong hai trận thắng 1-0 trước U-23 Australia và hòa 0-0 trước U-23 Syria đưa U-23 Việt Nam vào tứ kết. Tại đây, U-23 Việt Nam thủ hòa Iraq 3-3 và đưa trận đấu đến loạt luân lưu 11m, anh đã cản phá thành công cú sút của đội trưởng U-23 Iraq góp phần giúp U-23 Việt Nam thắng 5-3, tiến vào bán kết. Ở trận bán kết gặp U-23 Qatar, U-23 Việt Nam xuất sắc thủ hòa 2-2 sau hiệp phụ và lại đưa trận đấu về loạt luân lưu 11m. Tiến Dũng lại xuất sắc cản phá hai cú sút của U-23 Qatar, giúp đội nhà thắng sau loạt sút 11m 4-3 và tiến vào chung kết. Tuy nhiên, ở trận đấu quyết định này, U-23 Việt Nam đã thua U-23 Uzbekistan 1-2 sau hiệp phụ và giành ngôi Á quân.
Tại SEA Games 30, sau sai lầm không đáng có ở tình huống băng vào đánh đầu mở tỷ số của đối phương trong trận thắng 2-1 trước U-22 Indonesia ở vòng bảng, Bùi Tiến Dũng đã mất suất bắt chính vào tay Nguyễn Văn Toản trong phần còn lại của chiến dịch giành tấm huy chương vàng lịch sử của bóng đá Việt Nam.

## Thống kê sự nghiệp

### Ra sân đội tuyển quốc gia
| Năm                              | Trận                             | Bàn                              | Giữ sạch lưới                    |
| Đội tuyển U-23 quốc gia Việt Nam | Đội tuyển U-23 quốc gia Việt Nam | Đội tuyển U-23 quốc gia Việt Nam | Đội tuyển U-23 quốc gia Việt Nam |
| -------------------------------- | -------------------------------- | -------------------------------- | -------------------------------- |
| 2017                             | 1                                | 0                                | 1                                |
| 2018                             | 15                               | 0                                | 8                                |
| 2019                             | 4                                | 0                                | 4                                |
| 2020                             | 2                                | 0                                | 2                                |
| Tổng                             | 21                               | 0                                | 15                               |

| Những lần giữ sạch lưới cho đội tuyển U-23 quốc gia | Những lần giữ sạch lưới cho đội tuyển U-23 quốc gia | Những lần giữ sạch lưới cho đội tuyển U-23 quốc gia | Những lần giữ sạch lưới cho đội tuyển U-23 quốc gia | Những lần giữ sạch lưới cho đội tuyển U-23 quốc gia | Những lần giữ sạch lưới cho đội tuyển U-23 quốc gia |
| #                                                   | Ngày                                                | Địa điểm                                            | Đối thủ                                             | Kết quả                                             | Giải đấu                                            |
| --------------------------------------------------- | --------------------------------------------------- | --------------------------------------------------- | --------------------------------------------------- | --------------------------------------------------- | --------------------------------------------------- |
| 1.                                                  | 19 tháng 7 năm 2017                                 | Thành phố Hồ Chí Minh, Việt Nam                     | Đông Timor                                          | 4–0                                                 | Vòng loại U-23 Châu Á 2018                          |
| 2.                                                  | 14 tháng 1 năm 2018                                 | Côn Sơn, Trung Quốc                                 | Úc                                                  | 1–0                                                 | Giải vô địch bóng đá U-23 châu Á 2018               |
| 3.                                                  | 17 tháng 1 năm 2018                                 | Thường Thục, Trung Quốc                             | Syria                                               | 0–0                                                 | Giải vô địch bóng đá U-23 châu Á 2018               |
| 4.                                                  | 5 tháng 8 năm 2018                                  | Hà Nội, Việt Nam                                    | Oman                                                | 1–0                                                 | Vinaphone Cup 2018                                  |
| 5.                                                  | 14 tháng 8 năm 2018                                 | Cikarang, Indonesia                                 | Pakistan                                            | 3–0                                                 | Asiad 2018                                          |
| 6.                                                  | 16 tháng 8 năm 2018                                 | Cikarang, Indonesia                                 | Nepal                                               | 2–0                                                 | Asiad 2018                                          |
| 7.                                                  | 19 tháng 8 năm 2018                                 | Cikarang, Indonesia                                 | Nhật Bản                                            | 1–0                                                 | Asiad 2018                                          |
| 8.                                                  | 23 tháng 8 năm 2018                                 | Bekasi, Indonesia                                   | Bahrain                                             | 1–0                                                 | Asiad 2018                                          |
| 9.                                                  | 27 tháng 8 năm 2018                                 | Bekasi, Indonesia                                   | Syria                                               | 1–0 (h.p.)                                          | Asiad 2018                                          |
| 10.                                                 | 22 tháng 3 năm 2019                                 | Hà Nội, Việt Nam                                    | Brunei                                              | 6–0                                                 | Vòng loại U-23 Châu Á 2020                          |
| 11.                                                 | 24 tháng 3 năm 2019                                 | Hà Nội, Việt Nam                                    | Indonesia                                           | 1–0                                                 | Vòng loại U-23 Châu Á 2020                          |
| 12.                                                 | 26 tháng 3 năm 2019                                 | Hà Nội, Việt Nam                                    | Thái Lan                                            | 4–0                                                 | Vòng loại U-23 Châu Á 2020                          |
| 13.                                                 | 25 tháng 11 năm 2019                                | Biñan, Philippines                                  | Brunei                                              | 6–0                                                 | SEA Games 2019                                      |
| 14.                                                 | 10 tháng 1 năm 2020                                 | Buriram, Thái Lan                                   | UAE                                                 | 0-0                                                 | Giải vô địch bóng đá U-23 châu Á 2020               |
| 15.                                                 | 13 tháng 1 năm 2020                                 | Buriram, Thái Lan                                   | Jordan                                              | 0-0                                                 | Giải vô địch bóng đá U-23 châu Á 2020               |

| Năm                         | Trận                        | Bàn                         | Giữ sạch lưới               |
| Đội tuyển quốc gia Việt Nam | Đội tuyển quốc gia Việt Nam | Đội tuyển quốc gia Việt Nam | Đội tuyển quốc gia Việt Nam |
| --------------------------- | --------------------------- | --------------------------- | --------------------------- |
| 2017                        | 0                           | 0                           | 0                           |
| 2018                        | 1                           | 0                           | 0                           |
| 2019                        | 0                           | 0                           | 0                           |
| Tổng                        | 1                           | 0                           | 0                           |

## Đời tư
Tiến Dũng được gia đình và hàng xóm mô tả là người con hiếu thảo với cha mẹ, mỗi lần về nhà anh vẫn thường phụ giúp cha mẹ làm các việc dọn dẹp nhà cửa và chăn nuôi gia súc. Anh thường có thói quen ghi chép nhật ký sau mỗi buổi tập và các trận đấu và hạn chế sử dụng các chất kích thích như rượu bia, thuốc lá và cà phê. Anh có người em trai là Bùi Tiến Dụng cũng là cầu thủ bóng đá chuyên nghiệp và cũng từng là tuyển thủ quốc gia Việt Nam, cả hai anh em hiện đều đang thi đấu trong màu áo câu lạc bộ Công an Hà Nội. Bùi Tiến Dũng hâm mộ thủ thành Petr Čech, thủ môn Cộng hòa Séc đã từng đầu quân cho Chelsea và Arsenal.
Tháng 8 năm 2020, Bùi Tiến Dũng công khai hẹn hò với bạn gái Dianka Zakhidova, cô là người mẫu mang quốc tịch Ukraina. Ngày 22 tháng 5 năm 2022, cả hai tổ chức đám cưới tại Vũng Tàu.

## Danh hiệu

### Câu lạc bộ
Thanh Hóa
- Giải vô địch quốc gia:  Á quân (2017)

Hà Nội
- Giải vô địch quốc gia:  Vô địch (2019)
- Cúp Quốc gia:  Vô địch (2019)

Thành phố Hồ Chí Minh
- Cúp Quốc gia:  Hạng 3 2020
- Siêu cúp Quốc gia:  2019

Công an Hà Nội
- Giải vô địch quốc gia:  Vô địch (2023)

### Cấp đội tuyển
U-19 Việt Nam
- Giải vô địch U-19 Châu Á:  Hạng ba (2016)

U-22 Việt Nam
- Đại hội Thể thao Đông Nam Á:  Vô địch (2019)

U-23 Việt Nam
- Giải vô địch U-23 châu Á:  Á quân (2018)
- M-150 Cup:  Hạng ba (2017)
- Bóng đá tại Đại hội Thể thao châu Á: Hạng tư (2018)

Việt Nam
- Giải vô địch Đông Nam Á:  Vô địch (2018)

### Cá nhân
- Huân chương Lao động hạng Ba: 2018[58][59][60]